# Fortuné Reynaud de Bologne de Lascours
Louis Joseph Elisabeth Fortuné Reynaud de Bologne, baron de Lascours, est un général et homme politique français, né le 17 décembre 1786 à Boisset-et-Gaujac dans le Gard et mort le 28 janvier 1850 dans la même commune. 
Il fut général de division, grand officier de la Légion d'honneur, chevalier de Saint-Louis, décoré du Nichan Iftikhar (Tunis) de 2e classe, ancien député et pair de France, etc.
Il est le fils de Jérôme Reynaud de Bologne de Lascours, préfet, député et président du Corps législatif.

## Biographie
Entré à l'École militaire de Fontainebleau à l'âge de 17 ans, M. de Lascours en sortit en 1803, et fit, comme sous-lieutenant au 3e dragons, sa première campagne à Austerlitz, où il reçut un coup de feu dans la poitrine. En 1806, il accompagna, en qualité d'aide-de-camp, le général Sébastiani dans son ambassade à Constantinople. Lorsqu'en février 1807, la flotte anglaise força les Dardanelles et vint forcer le Sérail, il contribua par son activité et son courage à l'armement des 500 pièces de canon qui, en moins de cinq jours, garnirent la rive du Bosphore. 
Rappelé à la suite de la révolution qui précipita Selim III du trône, M. de Lascours entra comme capitaine au 11e dragons en décembre 1807, et retourna en 1808 auprès de son général que l'Empereur envoyait commander une division de cavalerie au 4e corps de l'armée d'Espagne. Il y assista à la défaite de Blake, contribua aux succès d'Espinosa, de Madridejos, de Ciudad Real, d'Almonacid, et prit part à la conquête des provinces de Jaene, Grenade et Malaga. En 1812, il fit la campagne de Russie, pénétra le premier, avec son général, dans Moscou à la tête du 2e corps de cavalerie et servit dans l'escadron sacré, pendant la retraite.
Le 14 juin 1813, l'Empereur le nomma adjudant-commandant ; de Lascours n'avait pas encore 25 ans. Les seuls auxquels l'Empereur accorda l'insigne honneur de les nommer colonels à 21 ans et demi, furent Moncey (fils du duc de Conegliano, mort en 1817), et Oudinot de Reggio. Après avoir fait, comme chef d'état-major du 2e corps de cavalerie, la campagne de Saxe, et celle de France avec le 5e corps, M. de Lascours passa comme aide-major dans la 5e compagnie des Gardes du corps (Wagram).
Au 20 mars, il accompagna les princes jusqu'à Béthune, mais il ne voulut pas quitter le sol français ; il se retira chez lui où il vécut éloigné des affaires pendant les Cent-Jours.
La Restauration lui donna le commandement de la légion de la Marne, et en 1819 il fit partie du corps d'état-major.
Défenseur ardent de la cause libérale, lors des élections de 1823, où il soutint l'élection de M. de Sainte-Aulaire, il se vit mettre au traitement de réforme, au moment où le collège électoral du Gard l'envoya siéger à la Chambre sur les bancs du centre gauche.
Après la révolution de Juillet 1830, le colonel de Lascours, appelé au commandement supérieur des départements du Gard, de l'Ardèche et de la Lozère, parvient, à force de fermeté et de prudence, à rétablir la tranquillité dans la ville de Nîmes que le gouvernement avait mise en état de siège, et fut récompensé de son honorable conduite par le grade de maréchal de camp, le 6 septembre 1830.

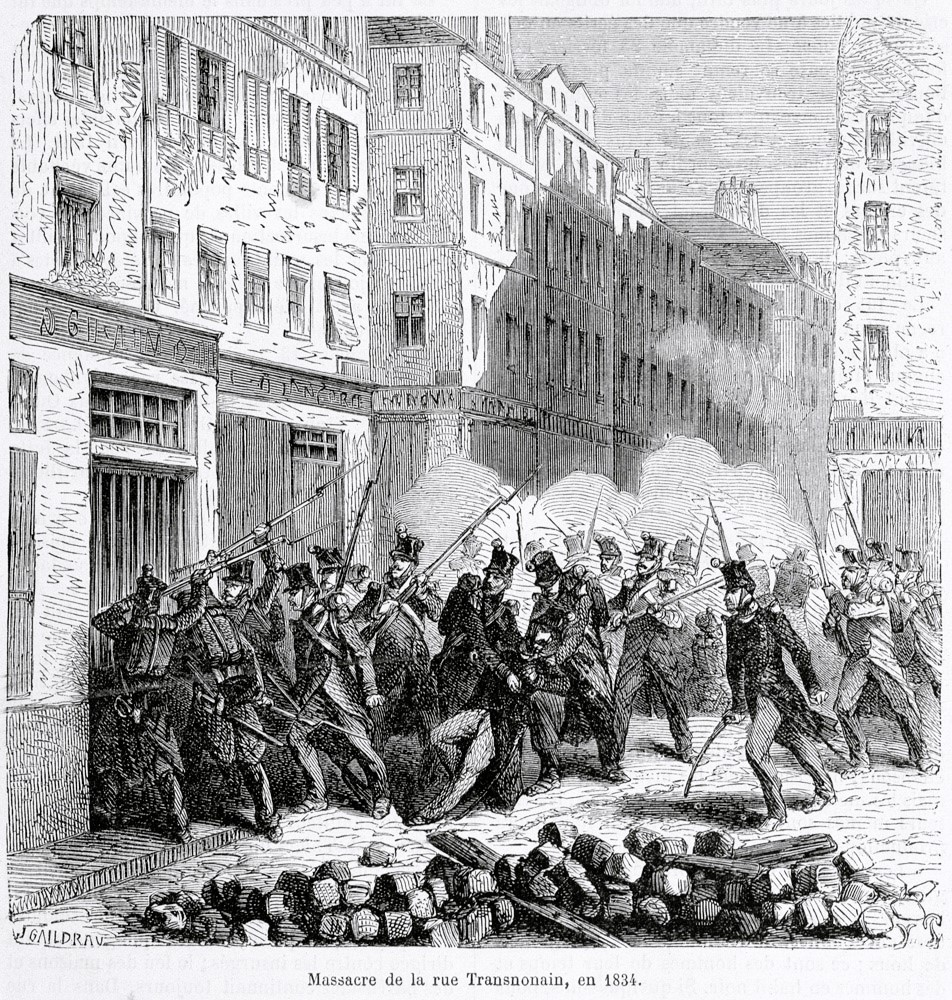
Le massacre de la rue Transnonain le.

Employé dans la garnison de Paris, il prend part à la répression ordonnée par Adolphe Thiers de l'insurrection du 13 et 14 avril 1834, et dont le 15e de ligne sous ses ordres participe au massacre de la rue Transnonain.
En poste sur la frontière du Nord de 1832 à 1839, il est promu au grade de lieutenant-général le 26 avril 1841, et investi du commandement de la 7e division militaire à Lyon, commandement qu'il conserva jusqu'à la Révolution de 1848, n'interrompant ses fonctions que pour exercer celles d'inspecteur général d'infanterie, ou pour siéger à la Chambre des pairs, à laquelle il appartenait, depuis 1831.
M. de Lascours est mort le 28 janvier 1850, dans sa terre de Lascours, où il était né 64 ans auparavant. Il comptait 47 ans de service effectif et dix campagnes.

## Mandats
- Député du Gard (1827-1830)
- Pair de France (1831-1848)

### Source
- « Fortuné Reynaud de Bologne de Lascours », dans Adolphe Robert et Gaston Cougny, Dictionnaire des parlementaires français, Edgar Bourloton, 1889-1891 [détail de l’édition]
- « Fortuné Reynaud de Bologne de Lascours », dans Charles Mullié, Biographie des célébrités militaires des armées de terre et de mer de 1789 à 1850, 1852 [détail de l’édition]

- Cet article est partiellement ou en totalité issu de l'article intitulé « Louis Joseph Elisabeth Fortuné de Renaud de Boulogne » (voir la liste des auteurs).